# 鴻達興業
鸿达兴业集团是中国广东省广州市的一家资源、能源综合产业集团，由周奕丰、郑楚英夫妇创办。中国唯一一家塑料电子交易所广东塑料交易所由该集团运营，广东地球土壤研究院由其创办。

## 历史
1991年，周奕丰创立公司前身广州成禧，2000年改名鸿达兴业集团，2004年6月25日在深圳证券交易所上市。2021年1月，集团因债务违约，债项信用等级由CCC下调至C。2021年6月，集团披露决定再融资55亿元。